# شیطان در شهر سفید
شیطان در شهر سفید: قتل، جادو و جنون در نمایشگاهی که آمریکا را دگرگون کرد (انگلیسی: The Devil in the White City: Murder, Magic, and Madness at the Fair That Changed America) کتابی ناداستان و تاریخی به نویسندگی اریک لارسن است که در سال ۲۰۰۳ منتشر شد. این کتاب با روایتی رمان‌گونه نوشته شده و وقایع آن در شیکاگو و در زمان نمایشگاه جهانی کلمبیایی ۱۸۹۳ رخ می‌دهد. این کتاب، دو روایت موازی را دنبال می‌کند: یکی دربارهٔ دانیل برنهم، معمار ارشد نمایشگاه و دیگری دربارهٔ اچ.اچ. هولمز، جنایتکاری که از او به‌عنوان یکی از نخستین قاتلان زنجیره‌ای در تاریخ ایالات متحده یاد می‌شود.

## داستان
شیطان در شهر سفید در چهار بخش تنظیم شده است؛ سه بخش نخست آن در شیکاگو بین سال‌های ۱۸۹۰ تا ۱۸۹۳ می‌گذرد، در حالی‌که بخش چهارم در حوالی سال ۱۸۹۵ در فیلادلفیا جریان دارد. این اثر، دو روایت واقعی را به‌طور موازی پیش می‌برد: یکی دربارهٔ دانیل برنهم، معمار برجسته و مسئول نمایشگاه جهانی ۱۸۹۳ و دیگری دربارهٔ اچ.اچ. هولمز، قاتل زنجیره‌ای بدنامی که قربانیان خود را با فریب به درون «قلعه مرگ» پیچیده‌اش می‌کشاند.
برنهم در مسیر اجرای نمایشگاه جهانی با چالش‌های فراوانی روبه‌رو بود؛ از جمله وقوع آتش‌سوزی، پیچیدگی‌های مهندسی برای ایمن‌سازی سازه‌ها و کمبود منابع مالی. از سوی دیگر، هولمز مسئول قتل‌های متعددی بود. بنایی که او طراحی کرده بود ــ که بعدها به «قلعه قتل» شهرت یافت ــ شامل اتاق‌های مخفی، اتاق‌های شکنجه و کوره‌ای بزرگ برای سوزاندن اجساد قربانیانش بود. هولمز مردی جذاب و فریبنده توصیف شده که توانایی اغوای قربانیان خود را داشت و در بیشتر موارد، زنان را هدف قرار می‌داد.
از دیگر روایت‌های کتاب می‌توان به ترور شهردار شیکاگو، کارتر هریسون سوم، توسط پاتریک یوجین پرندرگست تنها چند روز پیش از پایان نمایشگاه اشاره کرد.

## بازخورد
جانت ماسلین از نیویورک تایمز کتاب را «زنده» و «سرزنده» توصیف کرده و از پژوهش‌های گستردهٔ اریک لارسن دربارهٔ رویدادهای «عجیب و شگفت‌انگیز» نمایشگاه ۱۸۹۳ تمجید کرده است. او می‌نویسد که این وقایع به‌واسطهٔ «گرایش‌های دراماتیک» لارسن، «شکل و انرژی» گرفته‌اند.
در مقابل، دیوید ترکسل، دیگر منتقد نیویورک تایمز، از سبک نوشتار لارسن انتقاد کرده و آن را فاقد «احساس ریتم و تمرکز» دانسته است. او روش روایت لارسن در بخش مربوط به نمایشگاه را «درهم و برهم» توصیف کرده است. ترکسل همچنین دربارهٔ روایت مربوط به هولمز می‌نویسد که «افزوده‌های تخیلی لارسن گاه فراتر از آن چیزی رفته‌اند که منابع موجود اجازه می‌دهند».
مالکوم جونز در نقدی برای مجلهٔ نیوزویک نوشت: «[لارسن] تنها در یادداشت‌های پایانی کتاب اعتراف می‌کند که فصل‌های مربوط به قتل‌های هولمز، صرفاً بر پایهٔ چند واقعیت محدود و حدس و گمان بنا شده‌اند»؛ با این حال، داستان نمایشگاه جهانی چنان «جذاب و گیرا» است که حتی «این ضعف هم نمی‌تواند به کتاب لطمه‌ای جدی وارد کند».